# Marcel Arburger
 (juin 2025).
Motif : absence de sources secondaires centrées sur le sujet, indépendantes et pérennes. Avoir une entrée dans la Maitron est une base mais une base insuffisante qui doit être complétée par des sources autres. Être résistant ne donne pas d'admissibilité de fait.
- Archive Wikiwix
- Bing
- Cairn
- DuckDuckGo
- E. Universalis
- Gallica
- Google
- G. Books
- G. News
- G. Scholar
- Persée
- Qwant
- (zh) Baidu
- (ru) Yandex
- (wd) trouver des œuvres sur Wikidata

| 1. | Préciser le motif de la pose du bandeau. | Précisez le motif de la pose du bandeau en utilisant la syntaxe suivante : {{admissibilité à vérifier\|date=août 2025\|motif=remplacez ce texte par le motif}}                       |
| 2. | Informer les utilisateurs concernés.     | Pensez à avertir le créateur de l'article, par exemple, en insérant le code ci-dessous sur sa page de discussion : {{subst:avertissement admissibilité à vérifier\|Marcel Arburger}} |

Marcel Arburger, né le 20 novembre 1904 à Fresnoy-en-Bassigny (aujourd’hui Parnoy-en-Bassigny), et mort le 18 décembre 1943 à Épinal, est un résistant français. Ferblantier à Lamarche et membre d'une loge maçonnique, il est également chef de corps de la brigade des sapeurs-pompiers. Il entre dans la clandestinité grâce aux réseaux de francs-maçons auxquels il appartient. Il est l'un des premiers organisateurs de l'action clandestine dans les Vosges, et organise des passages de réfugiés et de Juifs vers la Suisse. Au printemps 1943, il crée avec son ami Addi Bâ le maquis de la Délivrance, premier maquis des Vosges, dont la vocation était de permettre aux jeunes hommes d'échapper au Service du travail obligatoire (STO). Dénoncé, le maquis tombe le 15 juillet 1943. Arrêté, Marcel Arburger est fusillé avec Addi Bâ au stand de tir de tir civil de la Vierge à Épinal.

## Distinctions
- Médaille de la Résistance française (1960, à titre posthume)[3],[4]

## Sources
- Jean-Pierre Besse, « Marcel Arburger », dans Le Maitron, dictionnaire biographique, 2006-2024 (lire en ligne)
- « Lamarche rend hommage au haut-marnais Marcel Arburger » (consulté le 28 juin 2025)
- « Les F.F.I. en Lorraine », Revue d'histoire de la Deuxième Guerre mondiale, Presses Universitaires de France,‎ janvier 1977, p. 49-78 (JSTOR https://www.jstor.org/stable/25728815)
- Alexandre Laumond, « La Fraternité vosgienne à l’épreuve de l’Occupation: répression et dissensions », Chroniques d'histoire maçonnique, vol. 75, no 1,‎ 2015, p. 4-32
- Étienne Guillermond (préf. Charles Onana), « Marcel », dans Addi Bâ, résistant des Vosges, Duboiris, 2013 (ISBN 978-2-916872-24-7), p. 135-140